# Dreuil-lès-Amiens
Dreuil-lès-Amiens település Franciaországban, Somme megyében. Lakosainak száma 1582 fő (2022. január 1.). Dreuil-lès-Amiens Ailly-sur-Somme, Amiens, Argœuves, Saint-Sauveur és Saveuse községekkel határos.

## Népesség
A település népességének változása:
| Lakosok száma | 1495 | 1578 | 1631 | 1653 | 1648 | 1639 | 1620 | 1601 | 1582 |
|               | 2013 | 2015 | 2016 | 2017 | 2018 | 2019 | 2020 | 2021 | 2022 |